# Lana (Vorname)
Lana ist ein weiblicher Vorname.

## Herkunft und Bedeutung
Die Herkunft des Namens Lana ist nicht eindeutig bekannt. Er könnte aus dem Gälischen von "al" und "ailin" abgeleitet werden, was "kleiner Fels" bedeutet. Ebenso ist Lana die Kurzform von vielen Russischen und Slawischen Namen wie etwa Swetlana. Er kann aber auch von dem altdeutschen Namen Alana abgeleitet werden. Übersetzt bedeutet er im Russischen "die Zärtliche". Zudem ist Lana auch ein beliebter kurdischer Name und bedeutet so viel wie "Nest" oder "Heim des Löwen".
Die derzeit berühmteste Namensträgerin ist die Pop-Sängerin Lana Del Rey, die bürgerlich eigentlich Elizabeth Woolridge Grant heißt. Lana kommt ebenso als Kurzform für den Namen Lynette oder Lanette vor, siehe Lunete. Im Spanischen bedeutet der Name "Wolle".

## Namenstage
Namenstage von Lana sind:
26. Februar, 2. April, 8. September, 14. Oktober, 2. November.

## Bekannte Namensträgerinnen
- Lana Bastašić (* 1986), bosnische Schriftstellerin
- Lana Cantrell (* 1943), australisch-US-amerikanische Pop-Sängerin und Anwältin
- Lana Clarkson (1962–2003), US-amerikanische Schauspielerin
- Lana Condor (* 1997), vietnamesisch-amerikanische Schauspielerin
- Lana Cooper (* 1981), deutsche Schauspielerin
- Lana Corujo (* 1995), spanische Schriftstellerin und Illustratorin
- Lana Gogoberidse (* 1928), georgische Filmregisseurin, Politikerin und ehemalige Botschafterin
- Lana Horstmann (* 1986), deutsche Politikerin (SPD)
- Lana Lux (* 1986), deutschsprachige Schriftstellerin, Illustratorin und Schauspielerin ukrainisch-jüdischer Herkunft
- Lana Del Rey (* 1985), Künstlername der US-amerikanischen Sängerin Elizabeth Grant, benannte sich nach Lana Turner

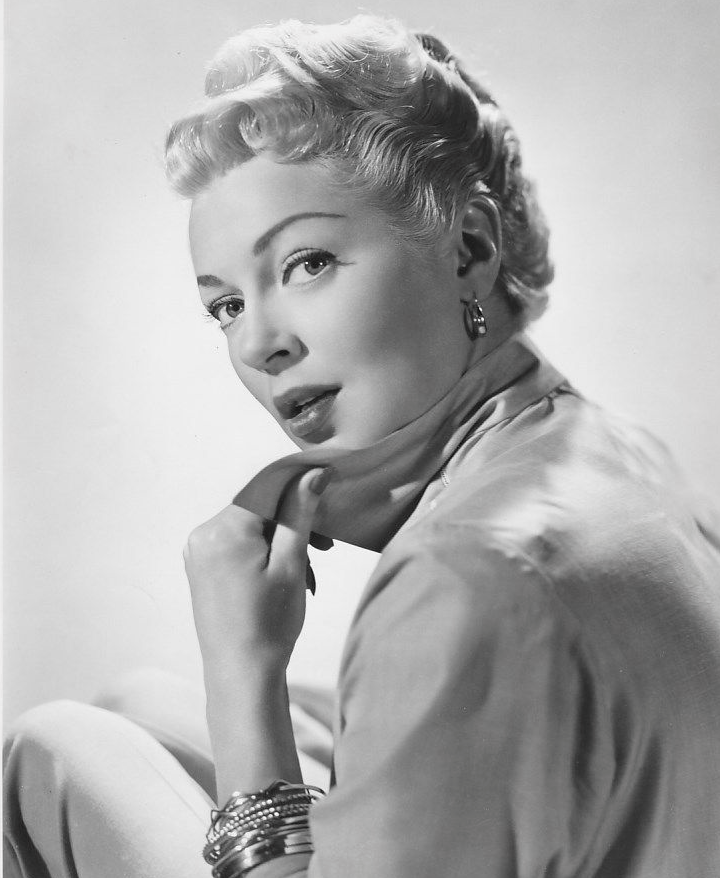
Lana Turner, 1950

- Lana Parrilla (* 1977), US-amerikanische Schauspielerin
- Lana Rhoades (* 1996), US-amerikanisch-slowenische Pornodarstellerin
- Lana Turner (1921–1995), US-amerikanische Filmschauspielerin
- Lana Vlady (* 1987), russisch-italienische Schauspielerin und Regisseurin
- Lana Wachowski (* 1965),  US-amerikanische Drehbuchautorin und Filmregisseurin
- Lana Wood (* 1946), US-amerikanische Schauspielerin und Produzentin

- Lanette Prediger (* 1979), kanadische Skeletonpilotin

Fiktion
- Lana Loud, Schwester von Lincoln Loud in der Zeichentrickserie Willkommen bei den Louds